# Видавництво «Янушкевіч» (Білорусь)
Видавництво історичної книги «ЯНУШКЕВІЧ» (біл. Выдавецтва гістарычнай кнігі «ЯНУШКЕВІЧ») засновано в Мінську в березні 2014 року доктором історичних наук Андрієм Янушкевичем і його однодумцями. Видавництво спеціалізується на публікації історичної та іншої гуманітарної літератури. У деяких випадках видає й художні книжки на історичні теми.
Одне з небагатьох видавництв у Білорусі, яке публікує книги білоруською мовою
22 березня 2022 року видавництво «Янушкевич» попросили терміново звільнити офіс у Мінську. Після цього видавництво оголосило розпродаж книжок, і незабаром під офісом зібралася величезна черга покупців, яка не закінчувалася кілька днів. 16 травня того ж року ГУБОЗіК провів обшук у книгарні видавництва, де продавали книги переважно білоруською мовою. 200 книг відправили на експертизу на ознаки екстремізму. Сам Андрій Янушкевич і співробітниця видавництва, літературний оглядач, блогер Настя Карнацька були покарані арештом. За кілька місяців Янушкевич відновив свою роботу у Варшаві.
У січні 2023 року стало відомо, що видавництво позбавили ліцензії у Білорусі, мотивуючи це тим, що кілька виданих ним книг були визнані екстремістськими матеріалами.

## Публікації

### Наукова і науково-популярна література
- Аляксей Шаланда. Таямнічы свет беларускіх гербаў: Шляхецкая геральдыка Вялікага княства Літоўскага. Мінск: Янушкевіч, 2014—220 с., [12] л. іл. : іл. ISBN 978-985-90346-1-9.
- Анатоль Трафімчык. 1939 год і Беларусь: забытая вайна. Мінск: Янушкевіч, 2014—226 с. : іл. ISBN 978-985-99340-2-5.
- Пётр Друждж. Бітва пад Оршай 1514 года. Мінск: Янушкевіч, 2014—214 с. : іл. ISBN 978-985-99340-1-8.
- Мікола Волкаў. Артылерыя Нясвіжскага замка. Мінск: Янушкевіч, 2015—188 с., іл. ISBN 978-985-90346-2-5
- Чарнякевіч Андрэй. Нараджэнне беларускай Гародні: З гісторыі нацыянальнага руху 1909—1939 гадоў. — Мінск: А. М. Янушкевіч, 2015. — 172 с.: іл. ISBN 978-985-90346-7-1

### Художня література
- Сергей Тымнэттыкай. Московский автономный округ. Город Менск: повести. — Минск: А. Н. Янушкевич, 2015—150 с. : ил. ISBN 978-985-90346-4-0.